# آدامز ۱۹۹۶
سیارک ۱۹۹۶ (به انگلیسی: 1996 Adams، نامگذاری:1961UA) هزار و نهصد و نود و ششمین سیارک کشف شده‌است که در ۱۶ اکتبر ۱۹۶۱ کشف شد.
قدر مطلق سیارک برابر ۱۲٫۱۰ است.